# Abram Giliński
Abram Łazarewicz Giliński (ros. Абрам Лазаревич Гилинский, ur. 20 stycznia 1897 w Dwińsku (Dyneburgu) w guberni witebskiej, zm. 26 lutego 1939) – radziecki polityk, ludowy komisarz przemysłu spożywczego ZSRR (1938).

## Życiorys
Żyd, miał wykształcenie niepełne średnie, elektromonter w Petersburgu, od 1915 członek SDPRR(b). Od 1915 w Charkowie, w styczniu 1916 aresztowany i zesłany do guberni irkuckiej, zwolniony z zesłania po rewolucji lutowej 1917, agitator rejonowego komitetu SDPRR(b) w Piotrogrodzie. 
Aktywny uczestnik rewolucji październikowej w Piotrogrodzie, 1917-1918 szef sztabu Czerwonej Gwardii w Krzemieńczuku, później w działalności podziemnej w guberni wołyńskiej, podczas wojny domowej w Rosji brał udział w ustanawianiu władzy bolszewickiej na Ukrainie, 1918-1919 przewodniczący wołyńskiego gubernialnego komitetu KP(b)U, 1919-1920 przewodniczący kijowskiego gubernialnego komitetu KP(b)U. Od kwietnia do września 1920 sekretarz jekaterynosławskiego gubernialnego komitetu KP(b)U, 1920 elektromonter w Charkowie, od grudnia 1920 do marca 1921 sekretarz odpowiedzialny jekaterynosławskiego gubernialnego komitetu KP(b)U, od 1921 do sierpnia 1923 zastępca kierownika Wydziału Organizacyjnego KC KP(b)U. Od sierpnia 1923 do 1925 sekretarz odpowiedzialny homelskiego gubernialnego komitetu RKP(b), od grudnia 1925 do września 1928 sekretarz odpowiedzialny riazańskiego gubernialnego komitetu WKP(b), od września 1929 do stycznia 1930 zastępca kierownika wydziału KC WKP(b), od stycznia 1931 do września 1932 szef sektora kadr Ludowego Komisariatu Zaopatrzenia ZSRR, od września 1932 do lipca 1937 szef Głównego Zarządu Przemysłu Spirytusowego Ludowego Komisariatu Zaopatrzenia/Przemysłu Spożywczego ZSRR. Od lipca 1937 zastępca komisarza ludowego, a od 19 stycznia do 7 sierpnia 1938 ludowy komisarz przemysłu spożywczego ZSRR. 1 sierpnia 1936 odznaczony Orderem Lenina. Członek Centralnego Komitetu Wykonawczego ZSRR 7 kadencji, deputowany do Rady Najwyższej ZSRR 1 kadencji. 
24 czerwca 1938 aresztowany, następnie rozstrzelany.